# Kościół Miłosierdzia Bożego w Gdańsku
Kościół Bożego Miłosierdzia w Gdańsku – świątynia rzymskokatolicka w dzielnicy Gdańska, Pieckach-Migowie. Jest siedzibą parafii.

## Historia

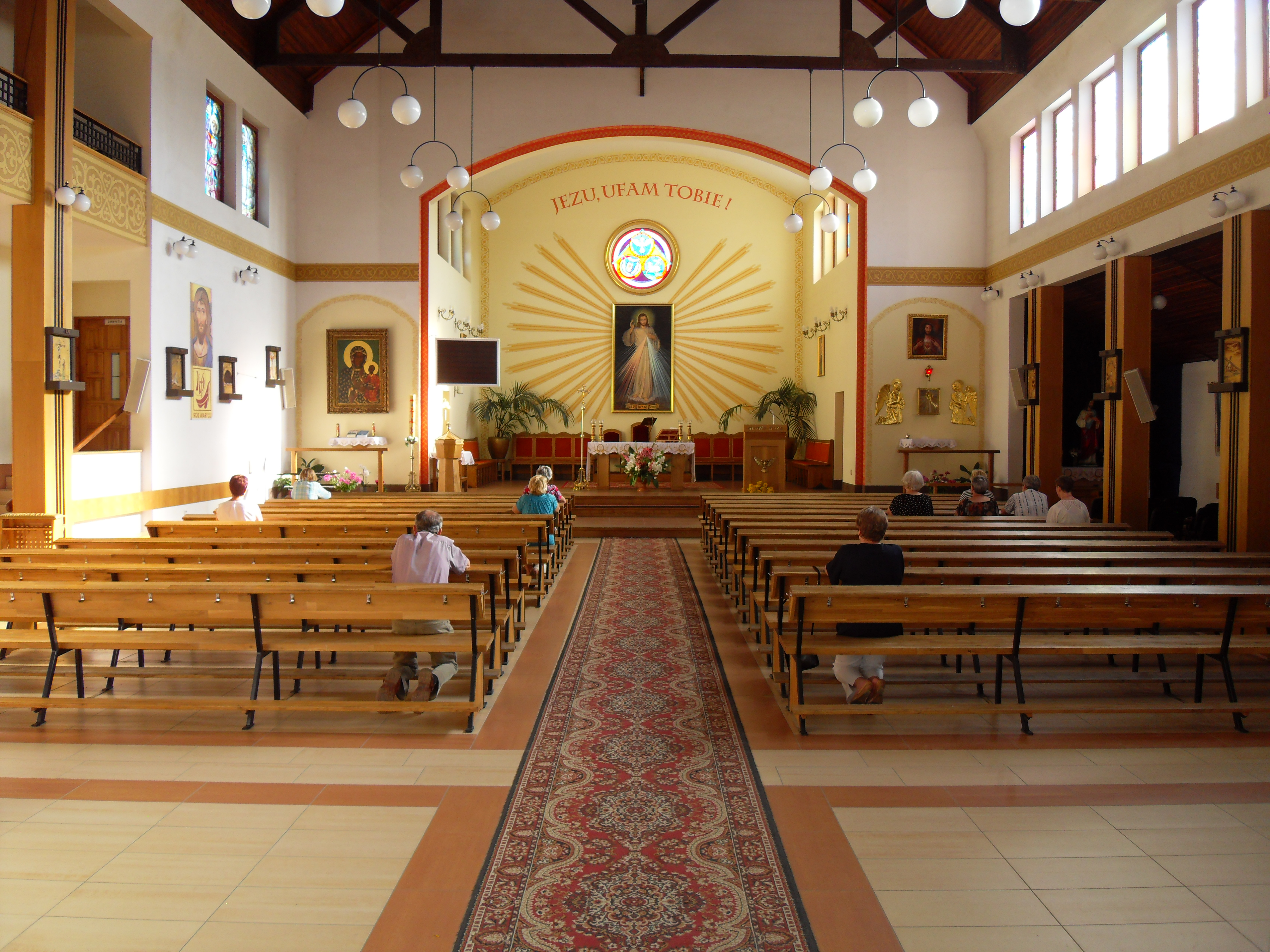
Wnętrze kościoła

W 1994 w miejscu tym znajdował się punkt katechetyczny, rozbudowany w ośrodek duszpasterski (plebanię) z kaplicą, pomieszczeniami administracyjnymi, mieszkaniami księży i salkami. Parafię erygowano 17 czerwca 1997 dekretem abpa Tadeusza Gocłowskiego. Przekazano jej obszar parafii Bożego Ciała, obejmujący osiedle Migowo (część dzielnicy Piecki-Migowo), skupione wokół ul. Bulońskiej i ul. Myśliwskiej. 27 lipca 1997 odprawiono inauguracyjną Mszę.
Budowę kościoła w nowoczesnym stylu, według projektu architektów Andrzeja Błażko i Agnieszki Papugi, rozpoczęto w 1998 r., dobudowując go od zachodu do plebanii. Powstała świątynia jednonawowa, na planie prostokąta, z wyodrębnionym prezbiterium, z krużgankami od wschodu i zachodu wzdłuż nawy i chórem nad krużgankiem wschodnim. 27 lipca 1999, w drugą rocznicę inauguracji parafii, abp Tadeusz Gocłowski poświęcił dzwon. Nad głównym wejściem (od strony północnej) umieszczono 10-metrową wieżę dzwonnicę (budowana od roku 2002, ukończona po 2006). Kościół do użytku oddany został w 1999, planowany jako lokalne sanktuarium propagowanego kultu Bożego Miłosierdzia. Kamień węgielny poświęcił papież Jan Paweł II. 
W latach 2014–2015 przeprowadzono remont i modernizację prezbiterium kościoła pod nadzorem Mariusza Drapikowskiego i firmę „Murkam” Leona Czerwińskiego z Przodkowa. Wykonano m.in. marmurową chrzcielnicę z ozdobnymi figurkami, złotą osłonę tabernakulum z 12 bryłkami bursztynu, srebrne figury baranka na ołtarz i symbole czterech ewangelistów na ambonę. 
W prezbiterium, w ołtarzu głównym, znajduje się obraz Chrystusa Miłosiernego, w korpusie interesujące witraże o treści paschalnej i maryjnej. Po prawej znajduje się tabernakulum, a po lewej obraz Matki Bożej z dzieciątkiem. Na tyłach znajdują się 27-głosowe organy, obok nich jest obraz przedstawiający papieża Jana Pawła II. W lewej nawie znajduje się wejście do zakrystii. W wieży znajduje się jeden dzwon.